# タルドンネ
タルドンネ又はタルトンネ（朝鮮語: 달동네）は直訳すると「月の町」を意味し:137、韓国においては、坂道を登りきった場所や丘の上のような「月に届くほど」高い場所にある貧民街を指す言葉である。

## 歴史

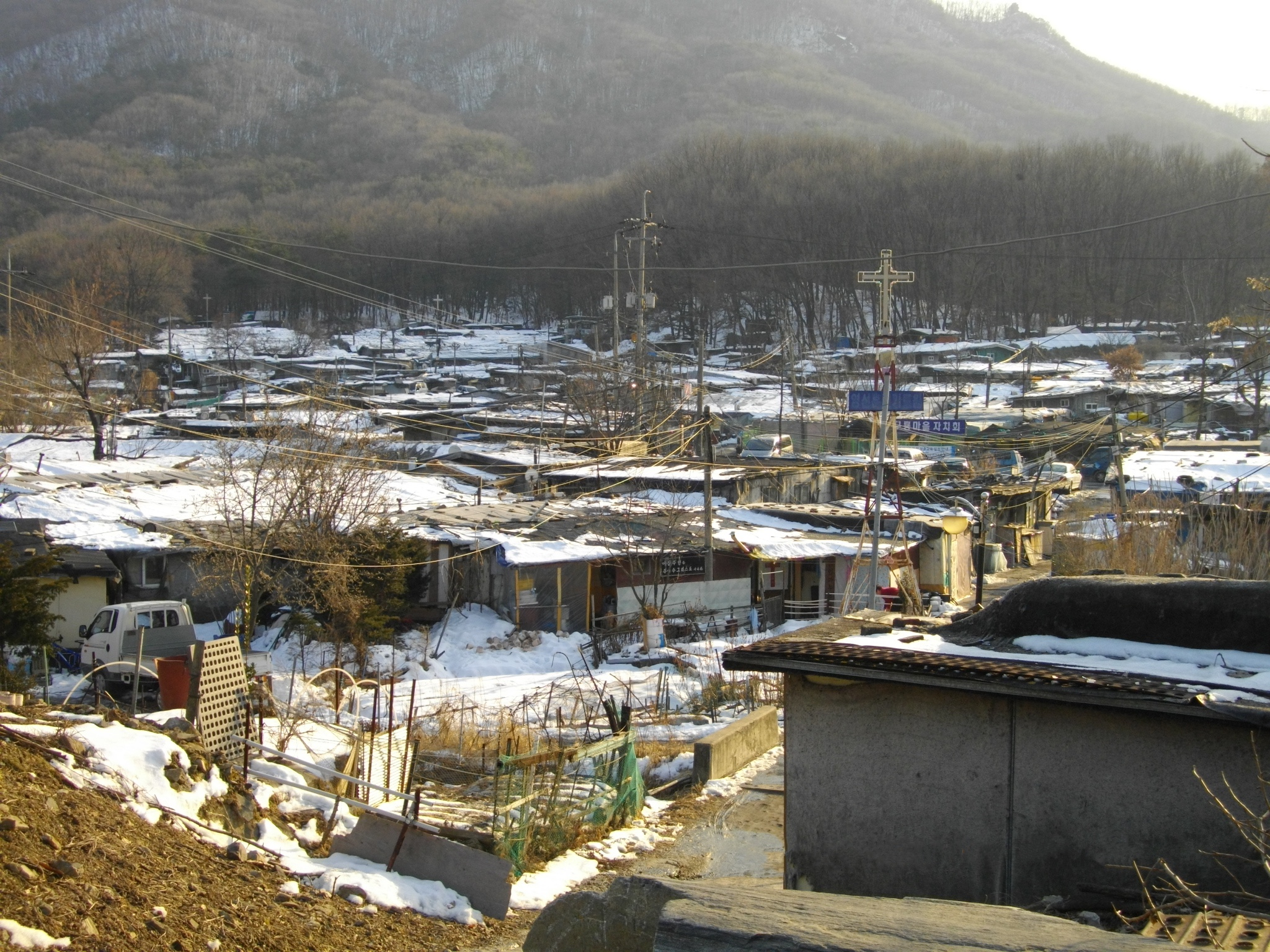
タルドンネの一つである九龍村（ソウル）

韓国では朝鮮戦争（1950年 - 1953年）の戦火で家を失う世帯が続出した上、停戦直後の1955年から1960年にベビーブームが到来した。住宅不足が深刻化し、経済的に苦しい世帯は交通に不便な急斜面や山の上の土地を不法に占拠して居住を開始した。中には霊園の設備を毀損してまで居住を確保した例もある。1970年代には経済成長に伴い、例えばソウルでは漢江南岸の江南地区に新興住宅街が開発されるなどしたが:48、農村の余剰人口がソウルなどの都市圏へ移動し:133、核家族化も進行して世帯数が増大したため、住宅不足は解消しなかった:133。1980年代にタルドンネの解消は政治上の課題となり、1980年代末には低所得層向けに任期5年以内に40万戸の住宅を供給することを公約に掲げた盧泰愚が大統領に当選した。1988年にはソウルオリンピックに向けてソウル中心部のスラムの一掃が目指され、住民の強制移住が行われた。しかしながら、低所得層向け住宅の供給は計画通りに進まず、強制立ち退きを命じられて住むところを失った者の中には国有地などを占拠して新たにタルドンネを作ったケースもある。このようなソウルオリンピックに起因するタルドンネとしては江南区の九龍駅南方にある九龍村が知られている。

## タルドンネの現在
1965年の日韓基本条約締結から1996年のOECD加入ごろまで続いた韓国の経済成長（漢江の奇跡）を背景に、タルドンネには空き家が増えていった。タルドンネはもともと不便な立地であり都市インフラも未整備であったから、経済状態が改善した世帯から順にタルドンネを去って下界の住宅に移動していった。行政もタルドンネ内の住居に住所を付与して居住を追認するなどして、タルドンネを都市に包摂する政策を採った。2000年代にはタルドンネはノスタルジーの対象ともなり、行政は観光資源としても捉えるようになった。釜山では甘川文化村のように観光地化したタルドンネも存在している。ソウル市内に残るタルドンネには観光バスツアーも組まれている。
2010年に発生した釜山市沙上区で発生した少女強姦殺人事件では、犯人がタルドンネの空き家に潜伏しており、近年では防犯対策の面からタルドンネの民家の壁などを派手に装飾するといった文化事業が流行している。

## 峨嵋洞碑石文化村

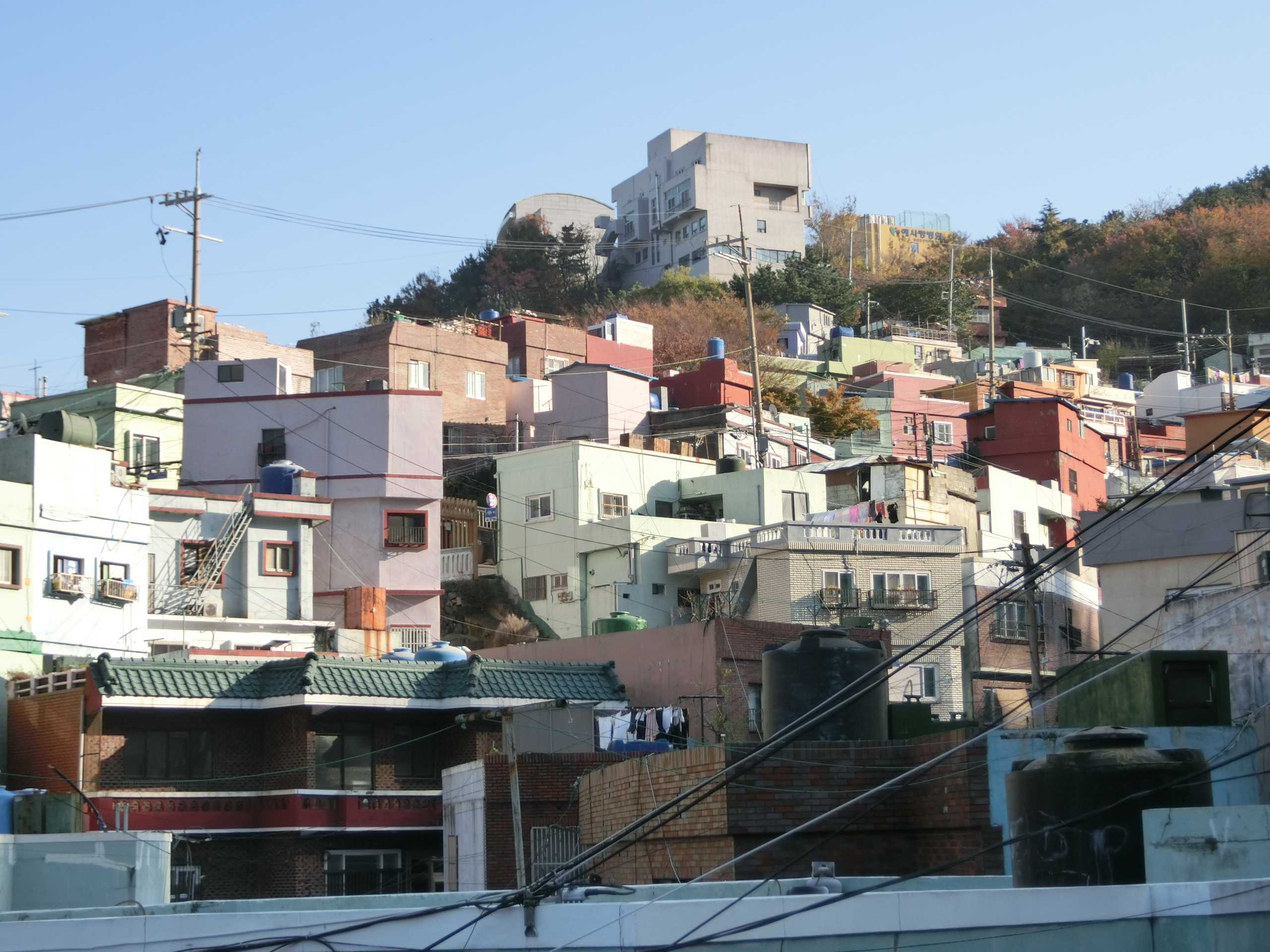
峨嵋洞碑石文化村

釜山市西区峨嵋洞にあるタルドンネはもともと日本人墓地があった場所を日本の敗戦後に不法に占拠した者たちが構築したものである。日本人の戒名が彫られた墓石が横倒しになって建物の礎石になっているといった奇観が見られ、行政は観光名所化を図っている。釜山市は峨嵋洞タルドンネに「碑石マウル」という愛称を定め、マスコットキャラクターを採用、案内板を設置した。墓石の中には宝暦年間の古いものや浄土往生への祈りが込められたものもある。また、住居の礎石としてだけでなく階段石や便所の床石に利用され、日常的に踏みつけることが可能な状態に置かれたものもある。なお、位牌については他の墓地のものと合わせて計1,528柱が市立公園墓地に安置され、在韓日本婦人芙蓉会釜山本部と在釜山日本総領事館で慰霊祭を行っているという。2020年、ユネスコ世界文化遺産の登録に向けた調査が行われている。

### ギャラリー

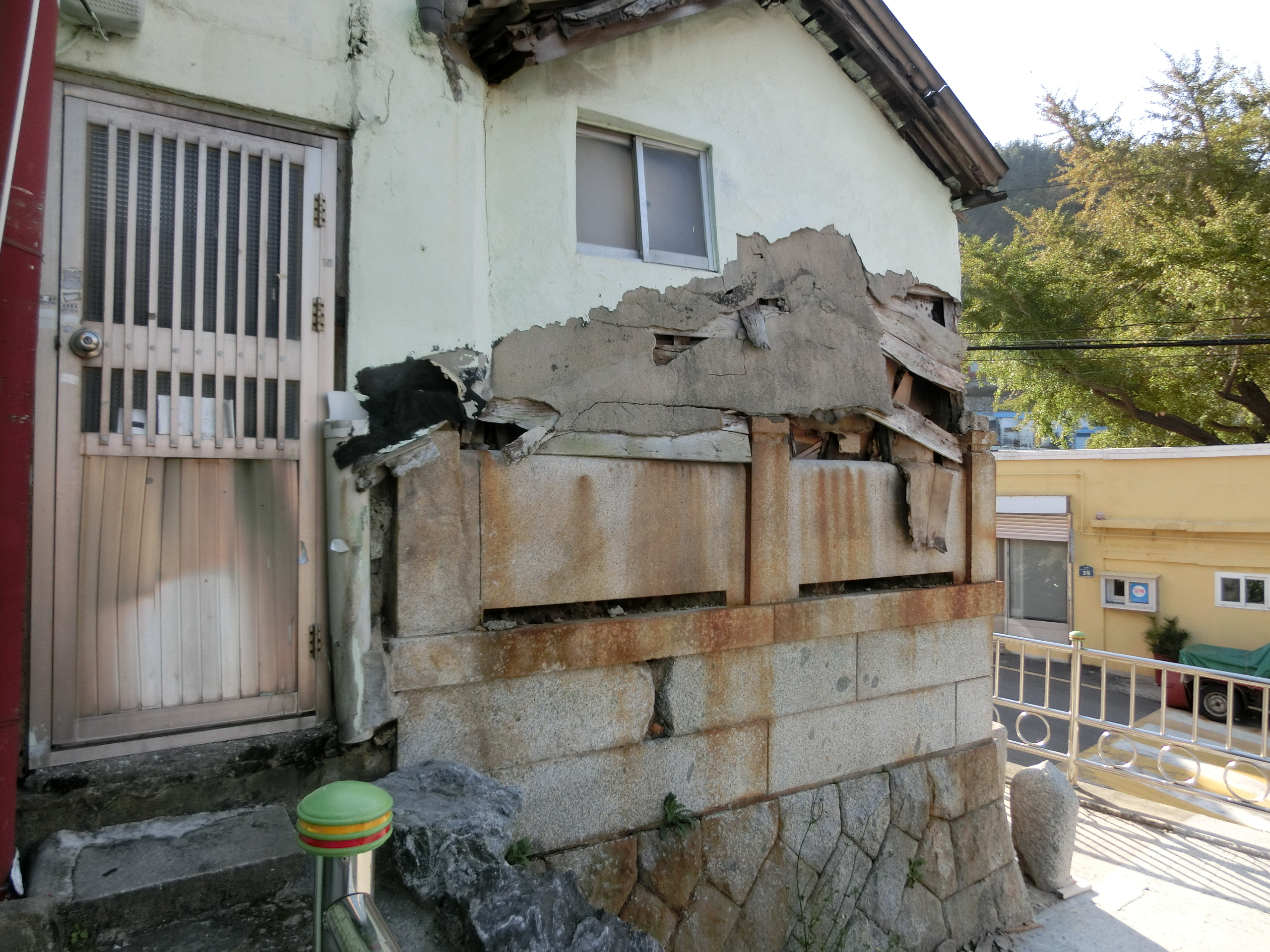
墓の外柵を流用した家屋
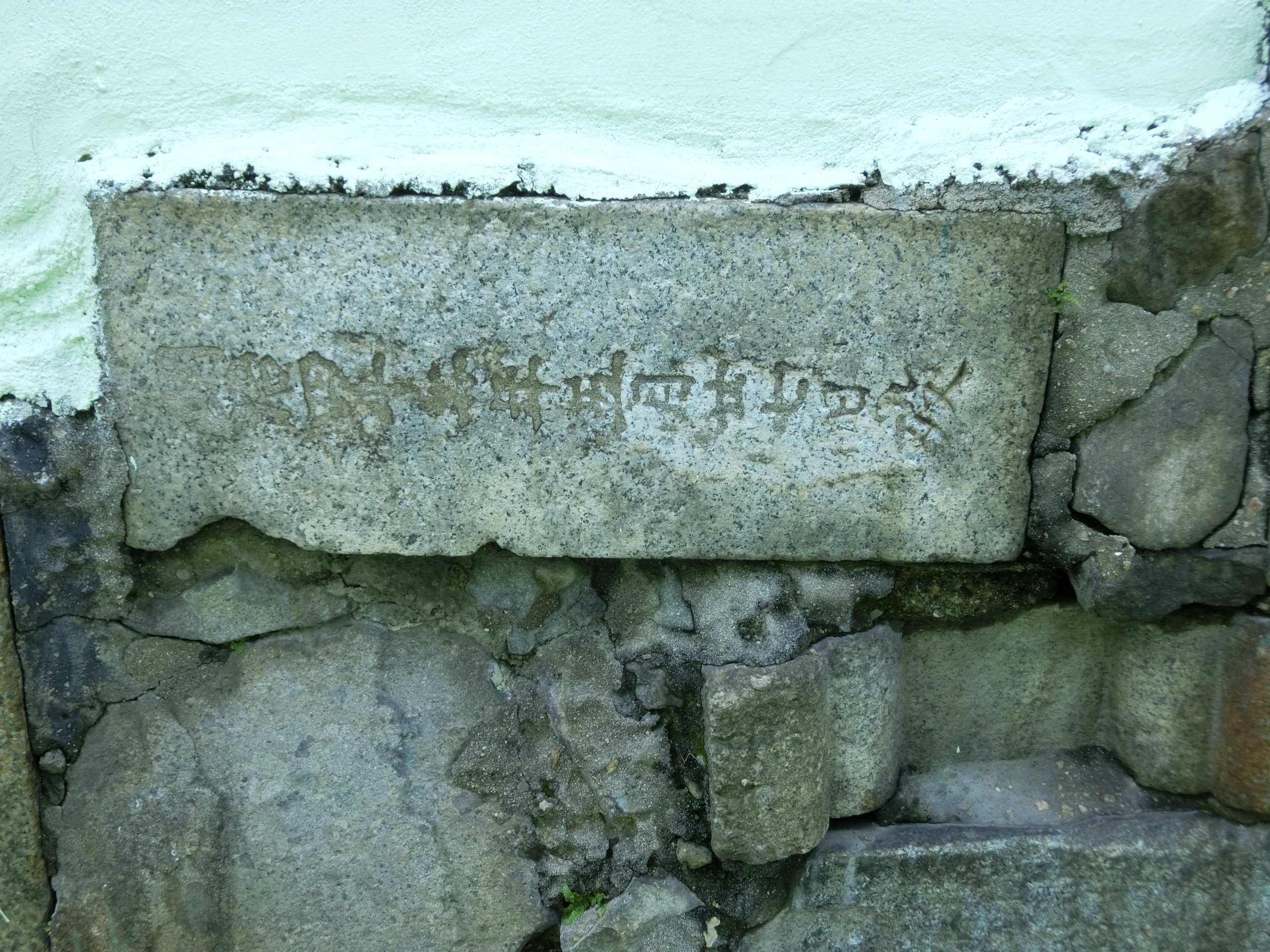
明治時代に死去した日本人の墓石を流用した礎石